# Daler-Rowney
Daler-Rowney — английский производитель художественных красок и материалов для художников. Штаб-квартира компании находится в Бракнелле, Великобритания. С 2016 года входит в состав F.I.L.A. Group. Компания Daler-Rowney выпускает краски для всех типов живописи и вспомогательные средства для красок, графические материалы (карандаши, пастели, древесный уголь), бумагу, картон для паспарту, а также дополнительные аксессуары для художников (сумки, планшеты, блокноты, альбомы, кисти).

## История
В 1783 году братья Томас и Ричард Роуни основали компанию T. & R. Rowney. В магазине, расположенном на улице Холборн Хилл в Лондоне, братья занимались продажей парфюмерии и порошка для париков. Вскоре они перешли на производство сначала канцелярских, а затем и художественных материалов. Тогда же братья перестали работать вместе: Ричард сконцентрировался на производстве аксессуаров для париков, а Томас — на товарах для творчества.
В 1806 году сын Томаса Роуни — Ричард Роуни — начал учиться бизнесу и по завершении учёбы вместе со своим шурином Ричардом Фостером открыл компанию Rowney & Forster. Компания поставляла краски известным английским художникам Джону Констеблю и Уильяму Тернеру.
Ричард Фостер вышел на пенсию в 1832 году, а в 1837 году компания получила известность под названием George Rowney & Company, когда сын Томаса Роуни — Джордж Роуни — взял на себя дела фирмы. Одним из популярных продуктов компании в то время был холст Birchmore Board, широко используемый художниками 1900-х годов. В 1924 году компания получила статус закрытого акционерного общества и стала называться George Rowney & Co Ltd. В 1983 году компания объединилась с Daler Board Company, чтобы сформировать ту компанию, которая существует сегодня — Daler-Rowney Ltd. Генеральным директором компании в настоящий момент является Патрик Жирод.
Компания George Rowney & Company в течение XIX и XX веков часто меняла месторасположение. В 1963 году компания Rowney выпустила акриловые краски для художников под брендом Cryla. Серия Cryla широко использовалась художниками в Соединенном Королевстве на протяжении 1960-х и 70-х годов. Представители направления «поп-арт», художники Питер Блейк и Бриджет Райли, использовали акриловые краски Cryla от Rowney. В 1969 году компания переехала из центра Лондона на свой нынешний адрес в Бракнелле, открыв там штаб-квартиру. Множество поколений семьи Роуни владели этим бизнесом. Том Роуни был последним управляющим директором компании из семьи Роуни. Не имея наследника для передачи бизнеса, Том Роуни начал искать для компании покупателя. В 1969 году большая часть холдинга была продана компании Morgan Crucible, а в 1983 году, в день двухсотлетия бренда Rowney, компания была продана фирме Daler Board.

## Компания Daler Board
Компания Daler Board была основана в 1946 году семьей Далер. Вернувшись из немецкого концлагеря, Терри Далер занялся изготовлением вывесок на заказ вместе со своим братом Кеном и шурином Артуром. Во время войны все уличные вывески в городках южного побережья Англии были сняты в целях маскировки от налетов немецкой авиации. В результате сразу после окончания войны именно вывески оказались самым доходным бизнесом в Англии. Кен Далер (по другой версии — Артур) разработал новый тип холстов для масляной живописи, взяв за основу картон, чья герметичная, шероховатая поверхность позволяла снимать с кисти более густой слой масляной краски. Грунтованный картон с сетчатой фактурой в конце концов стал коммерческим продуктом Daler Board и в послевоенное время заменял дорогие холсты для живописи.
Между 1945 и 1960 годами бренд Daler значительно расширил ассортимент продукции для художников, включив в него блокноты (в том числе, серию красно-желтых блокнотов Daler, которые до сих пор являются частью ассортимента), грунтованные холсты на подрамниках, грунтованные картоны, сумки и портфели для художников. В 1975 году компания Daler презентовала рынку художественных материалов первую синтетическую кисть серии Dalon. Эта кисть составила реальную конкуренцию традиционным кистям из колонка.
В 1983 году Daler Board купила компанию George Rowney и стала Daler-Rowney Limited.
В 1988 году компания Daler-Rowney открыла представительство в Кранбери (Нью-Джерси, США). В 1991 году компанией была куплена бельгийская крупнооптовая фирма Art&Craft, ставшая эксклюзивным европейским дистрибьютором Daler. В 1944 году Daler-Rowney приобрела известный американский бренд художественных кистей Robert Simmons. В 2006 году компания Daler-Rowney купила американский бренд Cachet, занимающийся изготовлением книг в твердом переплете.
В феврале 2016 года компанию Daler-Rowney купила итальянская корпорация F.I.L.A. Group.

## Штаб-квартира и производства
Головной офис компании находится в городе Бракнелл, графство Беркшир, на юго-востоке Англии. Компания переехала из центрального Лондона на свой нынешний адрес в Бракнелле в 1969 году. У Daler-Rowney есть представительства в США (Кранбери, Нью-Джерси) и в Европе (Франция и Бельгия). На сегодняшний день компания имеет 3 производственные площадки: краски изготавливаются в штаб-квартире в Бракнелле. кисти производятся в городе Ла Романа (Доминиканская Республика), а вся бумажная продукция (художественные поверхности) — в городе Вэрхэм, Великобритания.